# فونینگور
فونینگور (انگلیسی: Funningur) یک روستا در جزیره ایستوروی، جزایر فارو است. این روستا که ۱۸٫۳ کیلومترمربع مساحت دارد در سال ۲۰۲۱ میلادی ۴۷ نفر جمعیت داشته است.

## نگارخانه

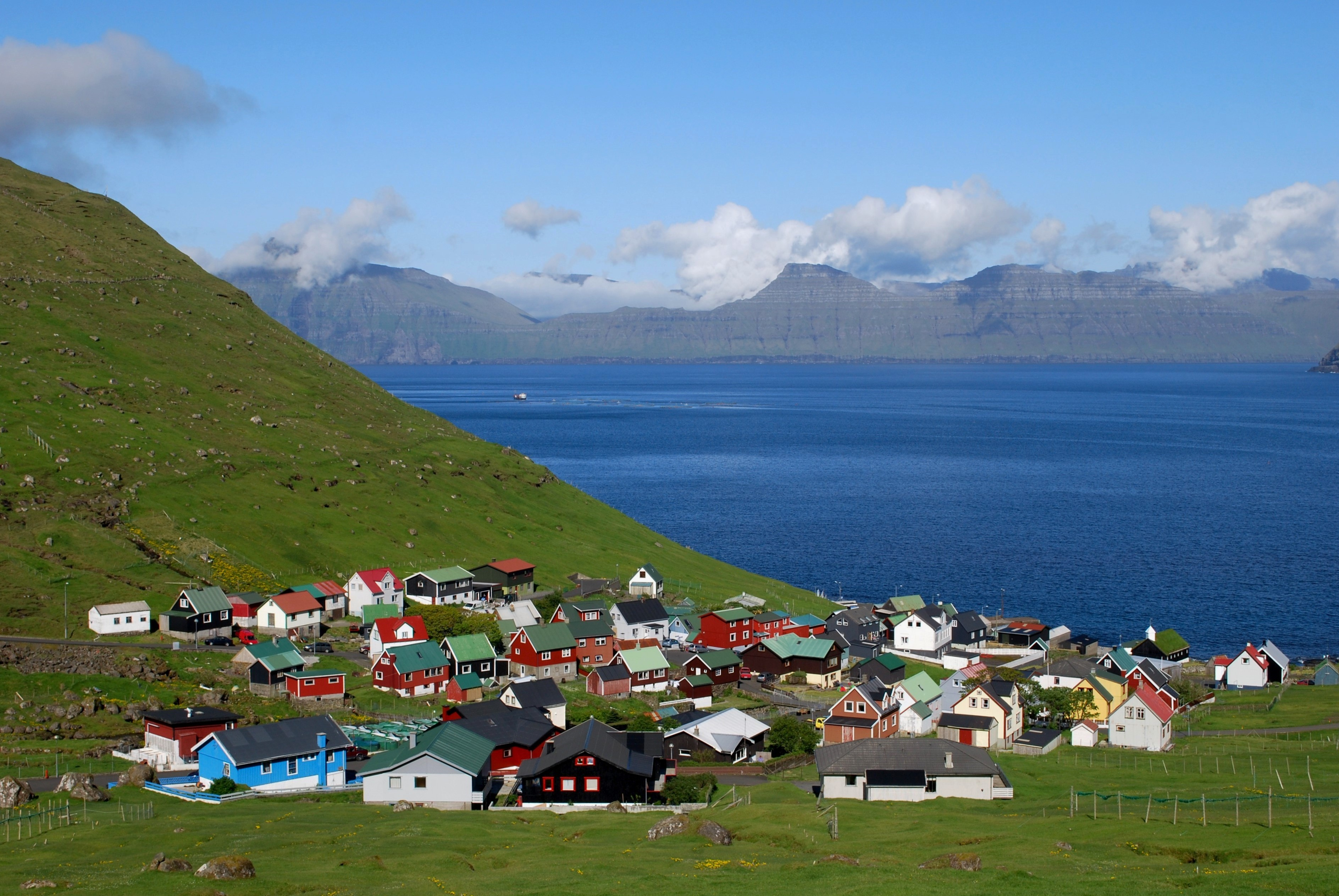
فونینگور
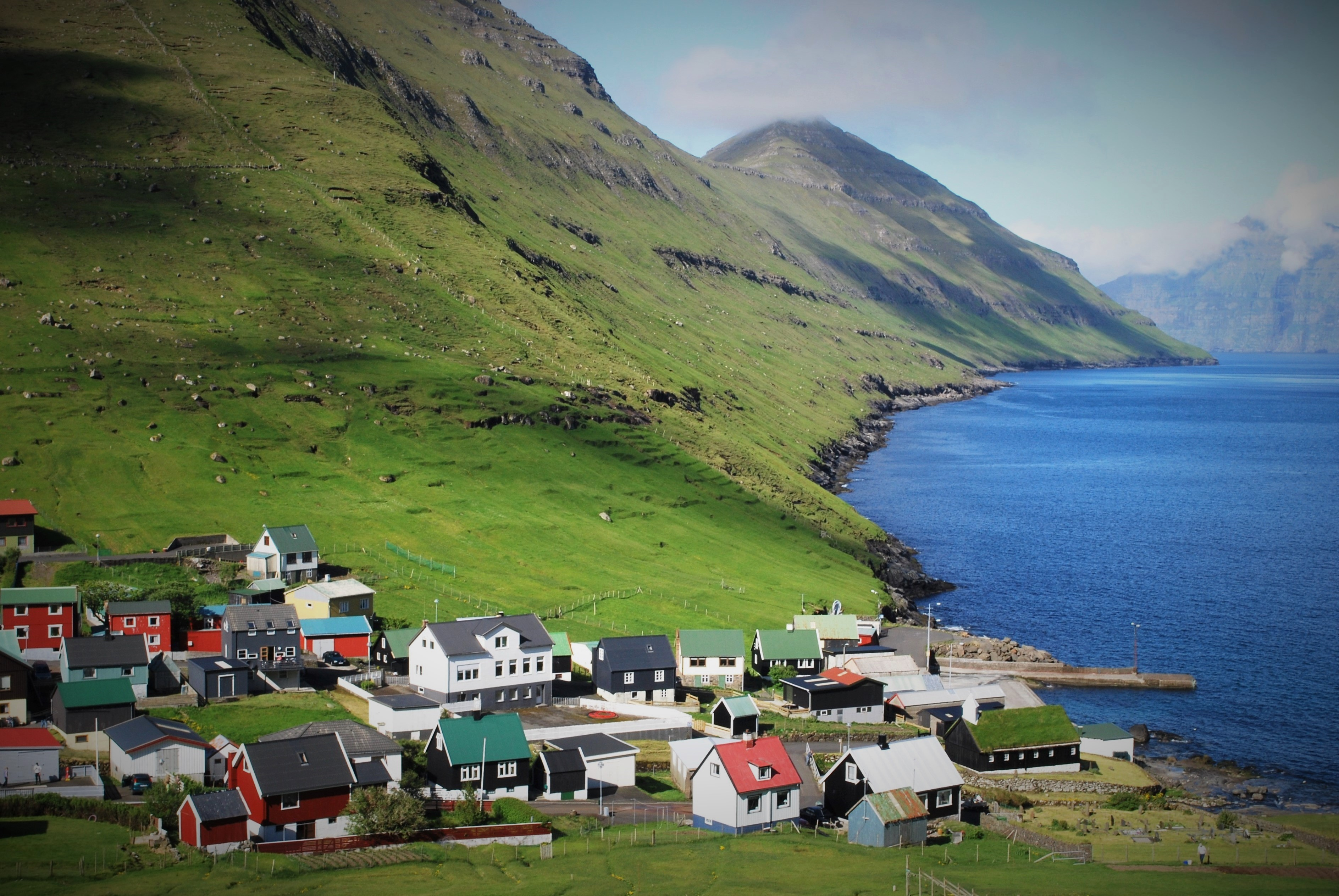
فونینگور
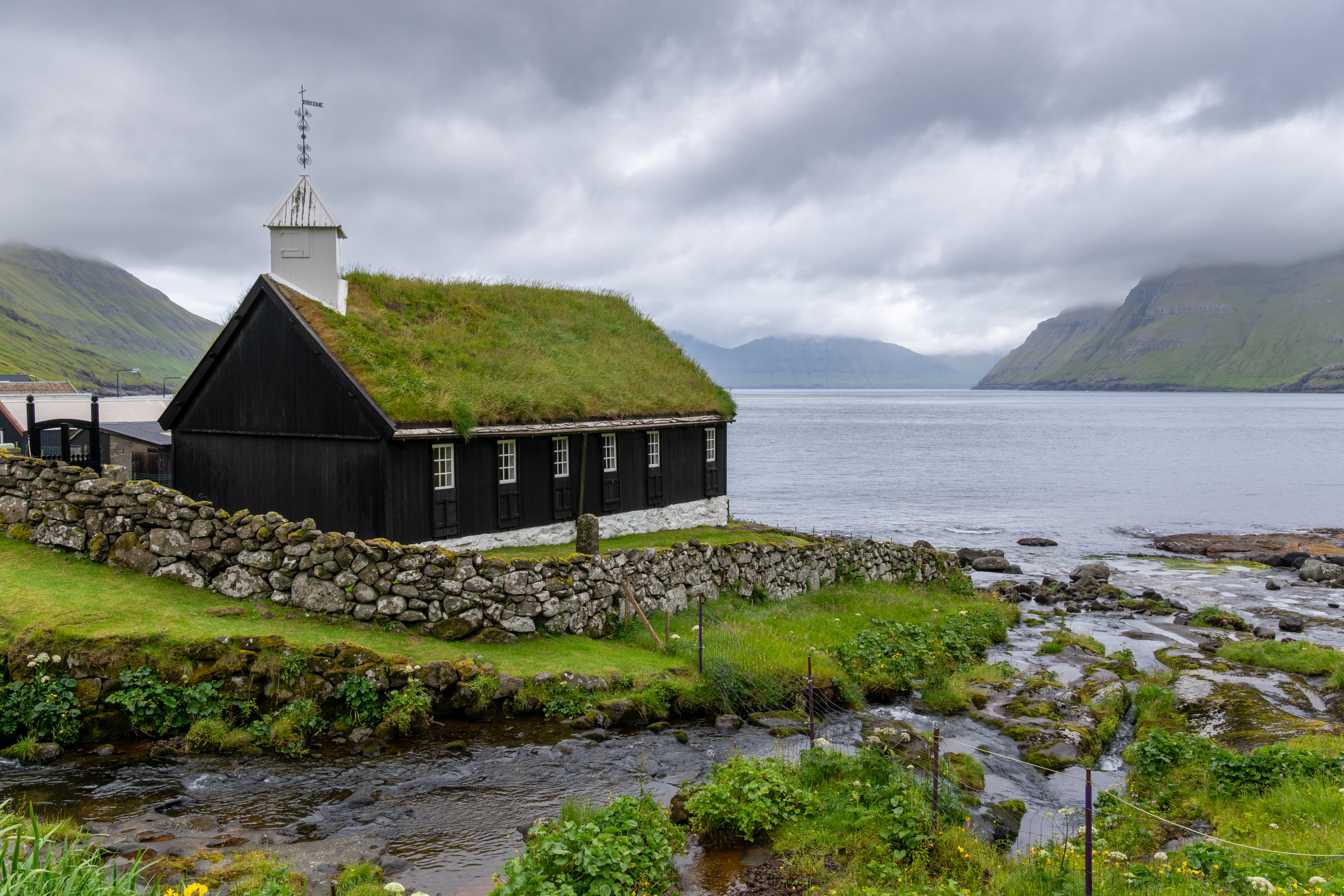
کلیسای فونینگور
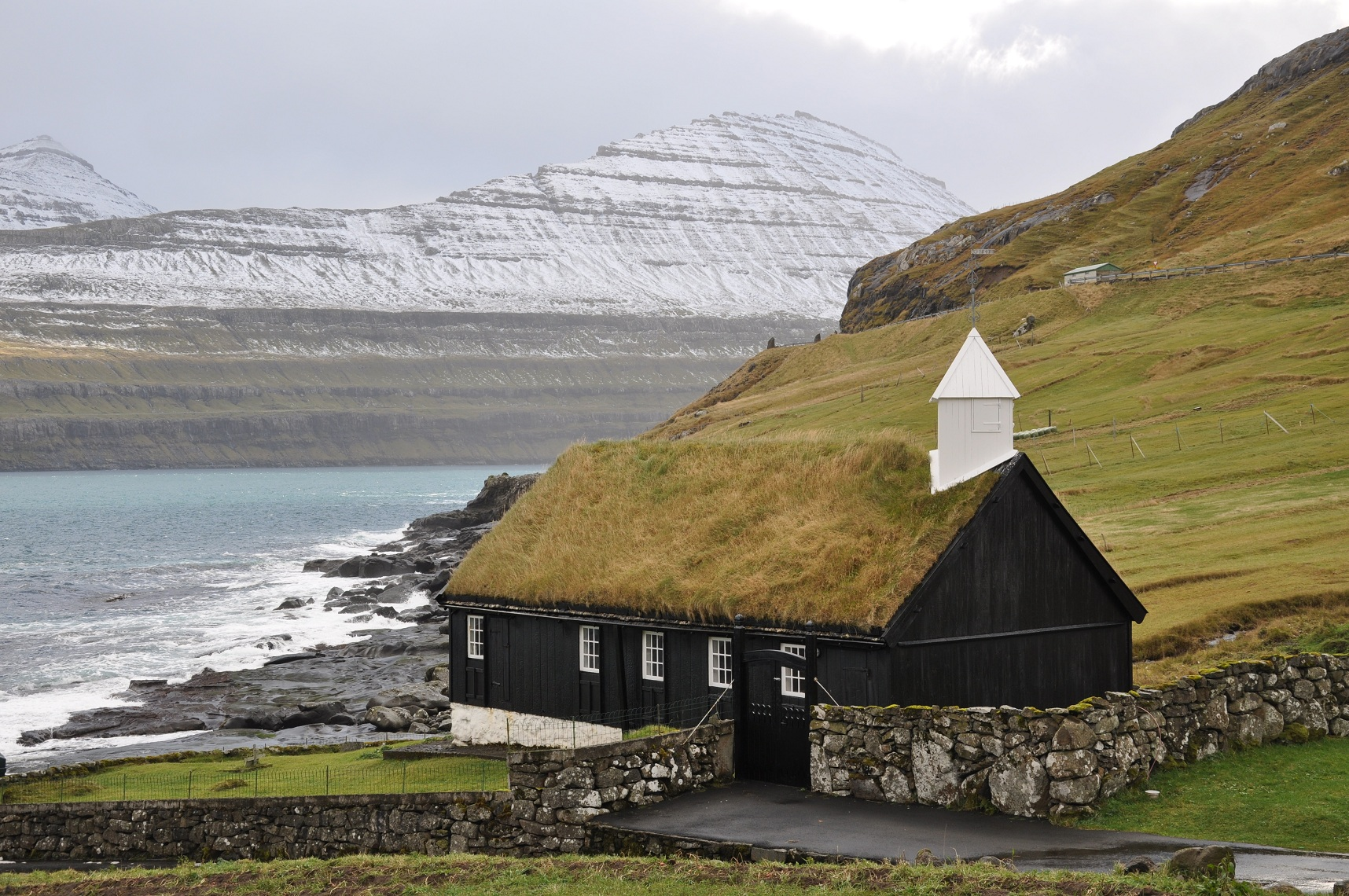
کلیسای فونینگور
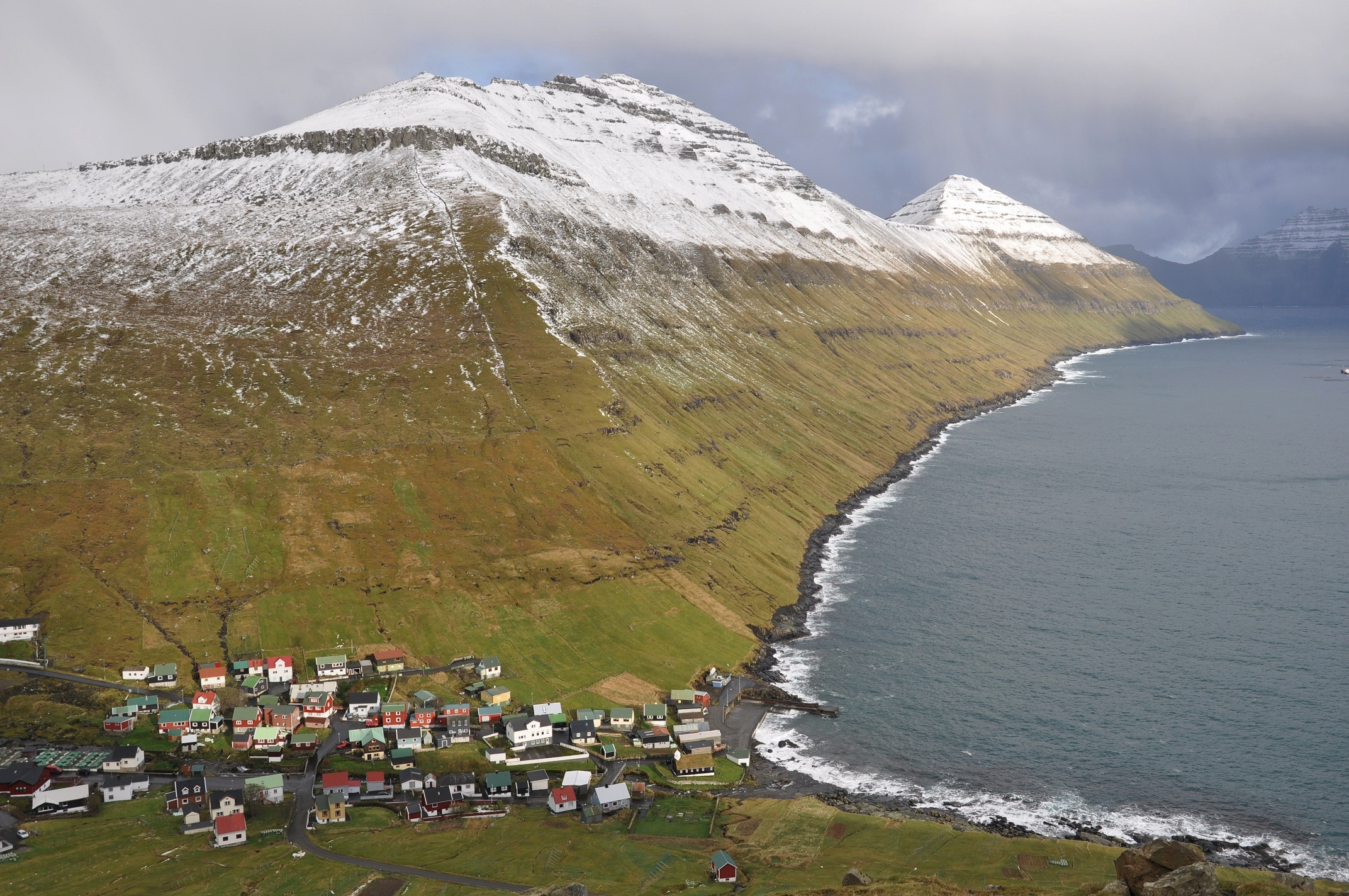
فونینگور
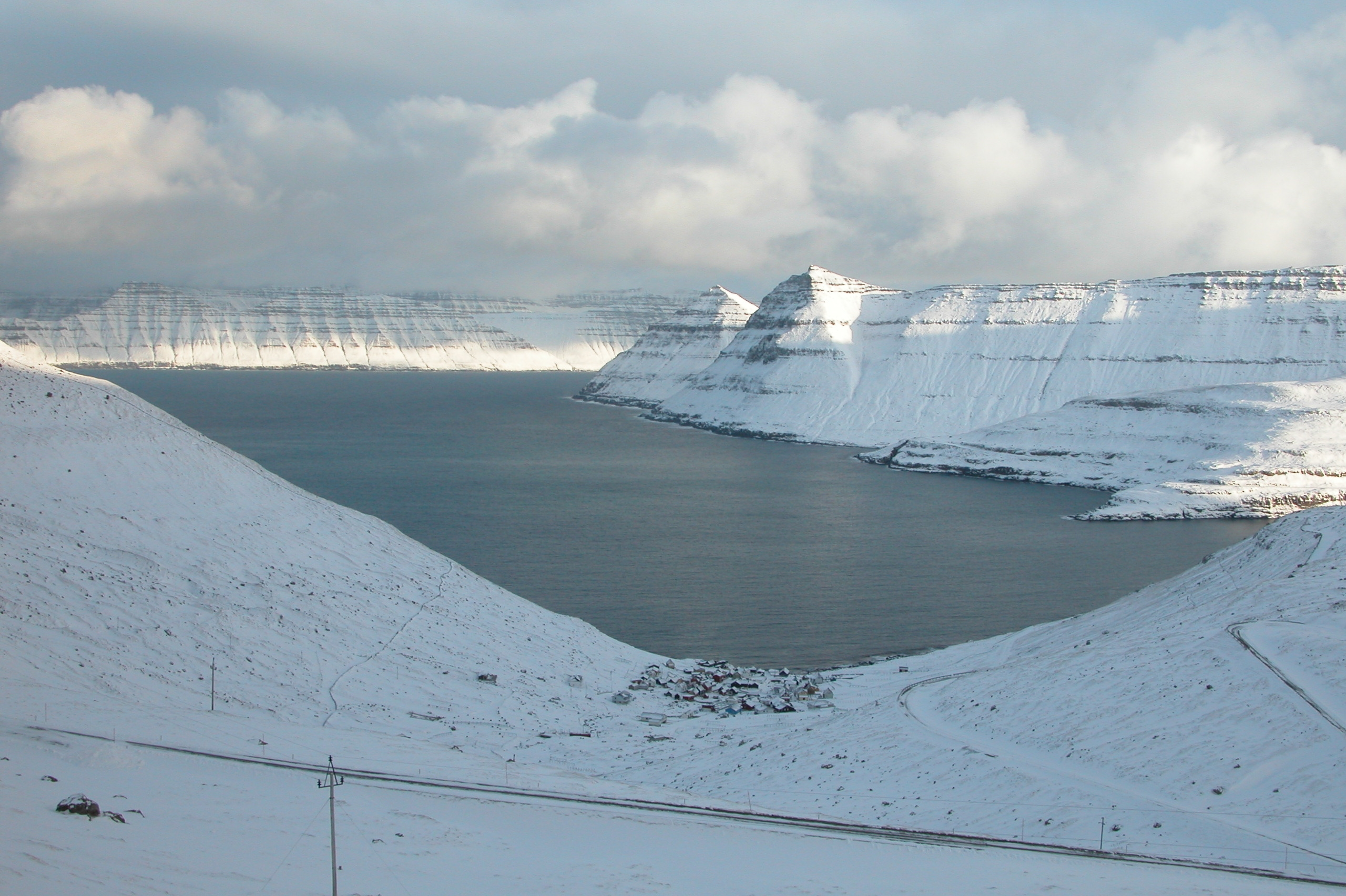
Funningur at the fjord Funningsfjørður
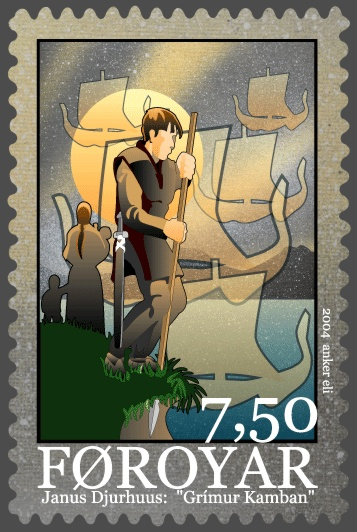
گریمر کامبان